# Kim Yong-chol
Kim Yong-chol (Ryanggang, 1945 o 1946) es un militar y político norcoreano.
Tiene rango de general cuatro estrellas desde el 15 de febrero de 2012. Entre sus numerosos cargos militares y políticos, es vicepresidente del Partido del Trabajo de Corea (PTC) para Asuntos de Corea del Sur; Director del Departamento de Frente Unido del PTC; miembro del Buró Político de PTC, de la Comisión de Asuntos Estatales de la República Democrática Popular de Corea, del Comité Central del PTC, la Comisión Militar Central del PTC; y diputado de Asamblea Suprema del Pueblo, donde es miembro del comité permanente.

## Carrera
Asistió a la Escuela Revolucionaria Mangyongdae y la Universidad Militar Kim Il-sung. Comenzó su carrera en 1962 en una unidad de la policía en la zona desmilitarizada, que hace de frontera con Corea del Sur. Según el North Korea Leadership Watch, Kim fue miembro del comando de guardia y guardaespaldas del líder Kim Jong-il.
En 1990 fue ascendido a teniente general y nombrado primer subdirector de la oficina de espionaje del Ministerio de Defensa. Desde 1998 es diputado de Asamblea Suprema del Pueblo. Durante los años 1990 y 2000 asistió a varias reuniones entre delegados de ambas Coreas, y también ha participado como inspector en unidades militares.
En febrero de 2009, fue nombrado director del Buró General de Reconocimiento, la agencia de inteligencia del país. Durante su desempeño en el cargo, ha sido acusado de organizar un ataque contra un barco naval surcoreano (ROKS Cheonan) en 2010 que mató a 46 marineros. También fue acusado de planear un ataque de artillería contra la isla de Yeonpyeong en 2010, que mató a dos civiles y dos infantes de marina surcoreanos. El gobierno surcoreano posteriormente realizó sanciones contra Norcorea por el ataque.
En los primeros años de la década de 2010, se lo ha visto cerca de Kim Jong-un y de sus familiares. Por décadas ha sido una de las caras públicas del Ejército Popular de Corea en los medios estatales y en las relaciones exteriores del país.
En 2010 fue elegido miembro de pleno derecho en el Comité Central del Partido del Trabajo y miembro de la Comisión Militar Central del Partido.
Desde enero de 2016 es vicepresidente del Partido de Trabajo para el Frente Unido del Trabajo. Fue nombrado en el cargo tras la muerte de su predecesor, Kim Yang-gon, en un accidente automovilístico.

### Representante en instancias internacionales
Kim fue enviado como parte de la delegación olímpica de Corea del Norte a la ceremonia de clausura de los Juegos Olímpicos de Invierno 2018 realizada el 24 de febrero de 2018 en Pieonchang, Corea del Sur. Su presencia provocó manifestaciones por parte de ciudadanos surcoreanos. Un grupo de legisladores conservadores se manifestó frente al palacio presidencial y pidió la ejecución de Kim. Previo a la ceremonia, Kim se reunió con el presidente surcoreano Moon Jae-in. Allí expresó que su país estaba «dispuesto a conversar» con el gobierno de Estados Unidos.
El 30 de mayo de 2018, Kim Yong-chol viajó a Nueva York (Estados Unidos) para reunirse con el secretario de Estado de ese país Mike Pompeo. Las negociaciones entre Kim y Pompeo para llevar a cabo la cumbre de Estados Unidos y Corea del Norte continuaron el día siguiente, y luego Pompeo afirmó a la prensa que se habían hecho «buenos progresos» entre ambas naciones. El 1 de junio, el presidente Donald Trump confirmó que la reunión se realizaría el 12 de junio, tras reunirse con Kim en la Casa Blanca.